# Bergviken
Bergviken est un quartier résidentiel de Luleå, en Suède.

## Description
Bergviken est situé à environ 2 kilomètres du centre-ville et à proximité de l'université de technologie de Luleå. 
Le quartier comprend les sections de Kallkällan, Klintbacken, Skogsvallen et Gamla Bergviken. 
Bergviken est bordé au sud par Innerstaden et Östermalm le long de Svartövägen, à l'ouest par la zone industrielle de Skutviken, au nord par la zone de loisirs Mjölkuddsberget et à l'est par le lac Björkskatafjärden.
Le quartier est composé d'habitations mixtes avec des propriétés résidentielles, industrielles, de bureaux et de commerces.

## Services
Bergviken compte plusieurs services, dont un grill, un solarium, un coiffeur et une épicerie.
À Bergviken, il y a une école primaire, une école maternelle et des logements avec services.
De l'autre côté de la voie ferrée, dans le quartier commerçant de Skutviken, se trouvent ICA Kvantum, Systembolaget, Kioskpiraten, Arken Zoo, Apotek Hjärtat Volvo et Coop Norrbotten Arena.

## Sports
L'arène de Skogsvallen est la base de l'IFK Luleå. À Kallkällan, il y a un terrain de football en été servant de patinoire de hockey en hiver.

## Transports
La ligne de bus 7 dessert le quartier ainsi que des bus de nuit et des bus spéciaux.